# مونية قاسمي
مونية قاسمي (بالفرنسية: Mounia Gasmi)، لاعبة قوى جزائرية من ذوي الاحتياجات الخاصة، ولدت في باتنة في 2 مايو 1990. 
شاركت في عدة دورات أولمبية لذوي الاحتياجات الخاصة وبطولات العالم في سباقات المضمار والميدان، حيث تخصصت في دفع الجلة ورمي الكرة الحديدية.
كانت أولى مشاركاتها في حدث عالمي عام 2011، حيث شاركت في بطولة العالم لألعاب القوى لذوي الاحتياجات الخاصة-2011 التي أقيمت في كريست تشيرتش، حيث احتلت المركز التاسع في دفع الجلة فئة F32-34.
عام 2012، شاركت في الألعاب البارالمبية الصيفية 2012 التي أقيمت في لندن، واحتلت المركز الثاني، حيث تمكّنت من تحقيق رمية لمسافة 22.51 متر، حيث حسنت رقمها القياسي الشخصي. في العام التالي، شاركت في بطولة العالم لألعاب القوى لذوي الاحتياجات الخاصة 2013، وحصلت على الميدالية الفضية.
في بطولة العالم لألعاب القوى لذوي الاحتياجات الخاصة 2015 التي أقيمت في الدوحة، حصلت على الميدالية الفضية في دفع الجلة فئة F32
في مونديال بارا أولمبيك 2019 والتي أقيم في دبي، حصلت مونية على ميدالية برونزية في رمي الجلة فئة 32، حيث حققت رمية تقدر بـ 22.6 م. كما نالت في البطولة ذاتها الميدالية الفضية في اختصاص نادي 
F32.
فازت بالميدالية البرونزية في دورة الألعاب البارالمبية الصيفية 2020 بطوكيو.